# 启圣高等学校
启圣高等学校是韩国大邱廣域市西区上里洞寄宿制高中。
啟明大學得名于启圣高等學校和新明高等學校。

## 历史
启圣高等學校由美北长老会传教士传教士亚当斯（James E. Adams）创建于1906年10月15日。1908年3月30日，校内建成庆尚道第一座西洋建筑亚当斯馆。1931年11月30日，亨德森馆竣工。

## 校舍
启圣高等學校保存有3栋历史遗产建筑。2003年4月30日，列为大邱广域市有形文化财产第45-47号。
- 亚当斯馆（아담스관，Adams Hall) 用作中学办公室。庆尚道第一座西式建筑。1919年，大邱三一运动《朝鲜独立宣言》在亚当斯馆的地下室印刷。
- 麦克弗森馆（맥퍼슨관 (Mcpherson Hall) - 原为科学馆，现在是启圣高等學校的教堂。
- 亨德森馆 핸더슨관 (Henderson Hall) - 主楼。建于1931年，是启圣高等學校的象征。从50级台阶可以直接看到。

## 课外活动
有21个俱乐部。

## 校友
- 朴木月（박목월） （1935年毕业），诗人
- 朴正熙（박정희），柔道练习者